# Конвой Трук — Рабаул (14.04.43 — 19.04.43)
Конвой Трук — Рабаул (14.04.43 — 19.04.43) — японський конвой часів Другої світової війни, проведення якого відбувалось у квітні 1943 року.
Конвой сформували для проведення групи суден з атола Трук (Чуук) на сході Каролінських островів (ще до війни тут була створена потужна база ВМФ, з якої до лютого 1944 року провадились операції в низці архіпелагів) до Рабаула — головної бази в архіпелазі Бісмарка, звідки японці роки провадили операції на Соломонових островах та сході Нової Гвінеї.
До складу конвою увійшли транспорти «Хоко-Мару» та «Чоко-Мару», тоді як охорону забезпечували ескадрені міноносці «Онамі» та «Кійонамі».
14 квітня 1943 року кораблі вийшли з Труку та попрямували на південь. На підході до архіпелагу Бісмарка «Хоко-Мару» з «Кійонамі» відокремились та попрямували до Кавієнга (друга за значенням японська база в архіпелазі на північному завершенні Нової Британії). По завершенні ескортування «Кійонамі» повернувся на Трук, куди прибув 20 квітня.
Інша частина конвою успішно досягнула Рабаула 19 квітня.